# 熊倉裕一
熊倉 裕一（くまくら ゆういち、1971年5月1日 - ）は、日本の漫画家。新潟県出身。ヘビースモーカー。
高校を一学期で中退、その後フリーターをしながら漫画を投稿、1994年に『双剣伝』でデビュー。

## 略歴
- 第1作 『MOPNSTER』…初投稿作品。いたずら科学者がモンスター達を困らせる話。
- 第2作 『双剣伝』…『コミックボンボン』新人賞佳作。1994年『コミックボンボン冬休みジャンボ増刊号』に掲載。
- 第3作 『楽園少年（パラダイスボーイ）・パンク』
- 第4作 『王ドロボウJING』…1995年より『コミックボンボン』で連載開始。その後、『月刊マガジンZ』誌上でタイトルを『KING OF BANDIT JING』に変えて連載。それぞれ第7巻まで執筆後、無期限休載。
- 第5作 『Q&A』…2006年より『月刊マガジンZ』で連載開始、病気療養のため休載。

第5作の連載中止以後、10年以上にわたり音沙汰が無かったが、2017年4月28日に赤松健主催の電子書籍サイト「マンガ図書館Z」での権利整理過程において出版社も把握していなかった熊倉の安否が判明したと報じられた。これを機に、講談社より熊倉裕一作品が電子書籍化されることになった。それに伴い、マンガ図書館Zでの（音信不通によりアップロード者の本人確認ができなかった）作品の配信が停止された。また、同年夏にかけて個人展も出展された。

## 作風
緻密に描き込まれた背景やキャラクター造形、芸術作品のようなカラーページが特徴。生まれて初めてカラー絵を描いたのは『王ドロボウJING』の連載開始の予告カット。
『王ドロボウJING』では、本人もジンやその他のキャラの顔をよく忘れるので作画の時はジンの単行本が手放せないと語っている。
ディズニーアニメや『ナイトメア・ビフォア・クリスマス』等、世界のアニメーション作品の影響を多大に受けたと語る。

## 単行本
- 『王ドロボウJING』（ボンボンKC） 全7巻
- 『王ドロボウJING 新装版』（マガジンZKC DX） 全7巻
- 『KING OF BANDIT JING』（マガジンZKC）1〜7巻（以下続刊）（2011年5月現在）

## 画集
- 『u-1 kumakura works 1995〜2001 熊倉裕一画集』
- 『u-1 kumakura works hidden graphics 熊倉裕一拾遺集』（限定1000部、完売）
- 『JING:C@RDs』

## 元アシスタント
- タモリはタル（互いに過去の漫画作品の手伝いもしていた）